# Comuna Bogdănești, Suceava
Bogdănești este o comună în județul Suceava, Moldova, România, formată numai din satul de reședință cu același nume.
Până la reforma administrativă din 1950 a făcut parte din județul Baia.

## Obiective turistice
- Mănăstirea Bogdănești – rezidită în anul 1994 pe locul unei foste mănăstiri construite pe vremea domniei lui Bogdan I al Moldovei (1359-1365) și strămutată în anul 1530 la Mănăstirea Râșca.
- Biserica de lemn Sfinții Voievozi din Bogdănești – construită în anul 1779 și situată în cimitirul satului.
- Biserica de lemn Pogorârea Sfântului Duh din Bogdănești – construită în perioada 1937-1955 și situată în centrul satului.

## Descrierea stemei
Stema comunei Bogdănești se compune dintr-un scut pe fond roșu. Scutul este încărcat cu un brâu undat, de argint; în partea superioară, trei ghinde cu câte două frunze de aur (dispuse doi la unu). în partea inferioară, un căprior alergând spre dreapta, cu capul văzut din față, de aur. Scutul este timbrat cu o coroană murală cu un turn de argint.
Semnificațiile elementelor însumate:
Propunerea de stemă a comunei Bogdănești asigură concordanța elementelor acesteia cu specificul economic, social, cultural și tradiția istorică ale comunei, respectând tradiția heraldică a acestei zone și legile științei heraldicii.
Coroana murală cu un turn de argint semnifică faptul că așezarea este comună.

## Demografie
Componența etnică a comunei Bogdănești
     Români (92,91%)
     Alte etnii (0%)
     Necunoscută (7,09%)
Componența confesională a comunei Bogdănești
     Ortodocși (76,26%)
     Creștini de rit vechi (2,38%)
     Alte religii (11,02%)
     Necunoscută (10,34%)
Conform recensământului efectuat în 2021, populația comunei Bogdănești se ridică la 3.694 de locuitori, în scădere față de recensământul anterior din 2011, când fuseseră înregistrați 3.909 locuitori. Majoritatea locuitorilor sunt români (92,91%), iar pentru 7,09% nu se cunoaște apartenența etnică. Din punct de vedere confesional, majoritatea locuitorilor sunt ortodocși (76,26%), cu minorități de creștini de rit vechi (2,38%) și altele (10,69%), iar pentru 10,34% nu se cunoaște apartenența confesională.

## Politică și administrație
Comuna Bogdănești este administrată de un primar și un consiliu local compus din 13 consilieri. Primarul, Cristian-Florin Sopon[*], de la Partidul Social Democrat, este în funcție din octombrie 2020. Începând cu alegerile locale din 2024, consiliul local are următoarea componență pe partide politice:
|  | Partid                          | Consilieri | Componența Consiliului | Componența Consiliului | Componența Consiliului | Componența Consiliului | Componența Consiliului | Componența Consiliului | Componența Consiliului |
|  | ------------------------------- | ---------- | ---------------------- | ---------------------- | ---------------------- | ---------------------- | ---------------------- | ---------------------- | ---------------------- |
|  | Partidul Social Democrat        | 7          |                        |                        |                        |                        |                        |                        |                        |
|  | Partidul Național Liberal       | 3          |                        |                        |                        |                        |                        |                        |                        |
|  | Alianța pentru Unirea Românilor | 3          |                        |                        |                        |                        |                        |                        |                        |

## Personalități locale
Frații Dragoș și Adrian Pavăl, creatorii lanțului de magazine de bricolaj Dedeman, cu capital 100% integral românesc, sunt originari din Bogdănești.
Alte personalități născute aici sunt:
- Ion Solcanu (n. 1943), istoric;
- Flavian Bârgăoanu (n. 1954), episcop-vicar al Bisericii Ortodoxe de Stil Vechi din România.